# باغ‌های روستایی
باغ‌های روستایی یک موسیقی فولکلور است که توسط سسیل شارپ جمع‌آوری شده و در سال ۱۹۱۸ توسط پرسی گرنجر برای پیانو تنظیم شده است.
در سال ۲۰۰۸ باغ‌های روستایی به فهرست صداهای استرالیا در آرشیو ملی فیلم و صدا افزوده شد.
یک نسخه از باغ‌های روستایی در اپرای کواکر در سال ۱۷۲۸ ظاهر شده است. Fascimile

## پیوند به خارج
- Historical background
- Listen to 'Country Gardens' on australianscreen online and read more about the title

### ویدئو کلیپ
- Jimmie Rodgers
- Piano duet
- Student ensemble
- School orchestra
- Morris dancers
- Rolf Harris